# Ruslana
Ruslana ist ein weiblicher Vorname.

## Herkunft und Bedeutung
Der Name Ruslana ist eine weibliche Form des Namens Ruslan.

### Namensträgerinnen
- Ruslana Korschunowa (1987–2008), kasachisches Fotomodell
- Ruslana Lyschytschko (* 1973), ukrainische Sängerin, Tänzerin, Produzentin und Komponistin
- Ruslana Pyssanka (1965–2022), ukrainische Schauspielerin
- Ruslana Raschkawan (* 1997), belarussische Leichtathletin
- Ruslana Taran (* 1970), ukrainische Seglerin
- Ruslana Zychozka (* 1986), ukrainische Dreispringerin